# إميل ساكس
إميل ساكس (بالألمانية: Emil Sax) (و. 1845 – 1927 م) هو اقتصادي، وأستاذ جامعي نمساوي، تُوفي في فولوسكو في مملكة يوغوسلافيا، عن عمر يناهز 82 عاماً.

## مناصب
تولى منصب عضو مجلس النواب ‏.

## التعليم
تعلم في جامعة فيينا.